# Wimbachklamm

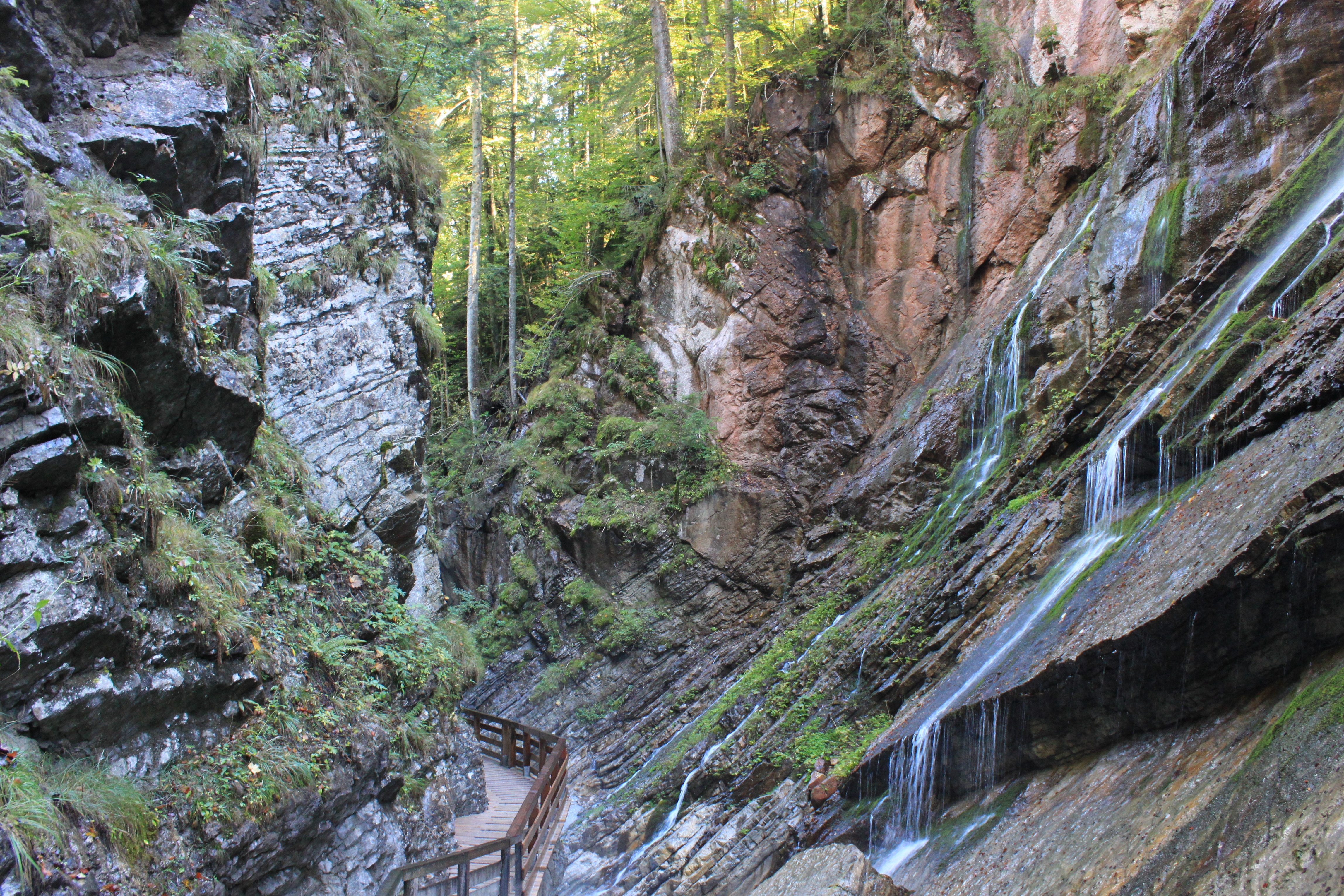
Die Wimbachklamm

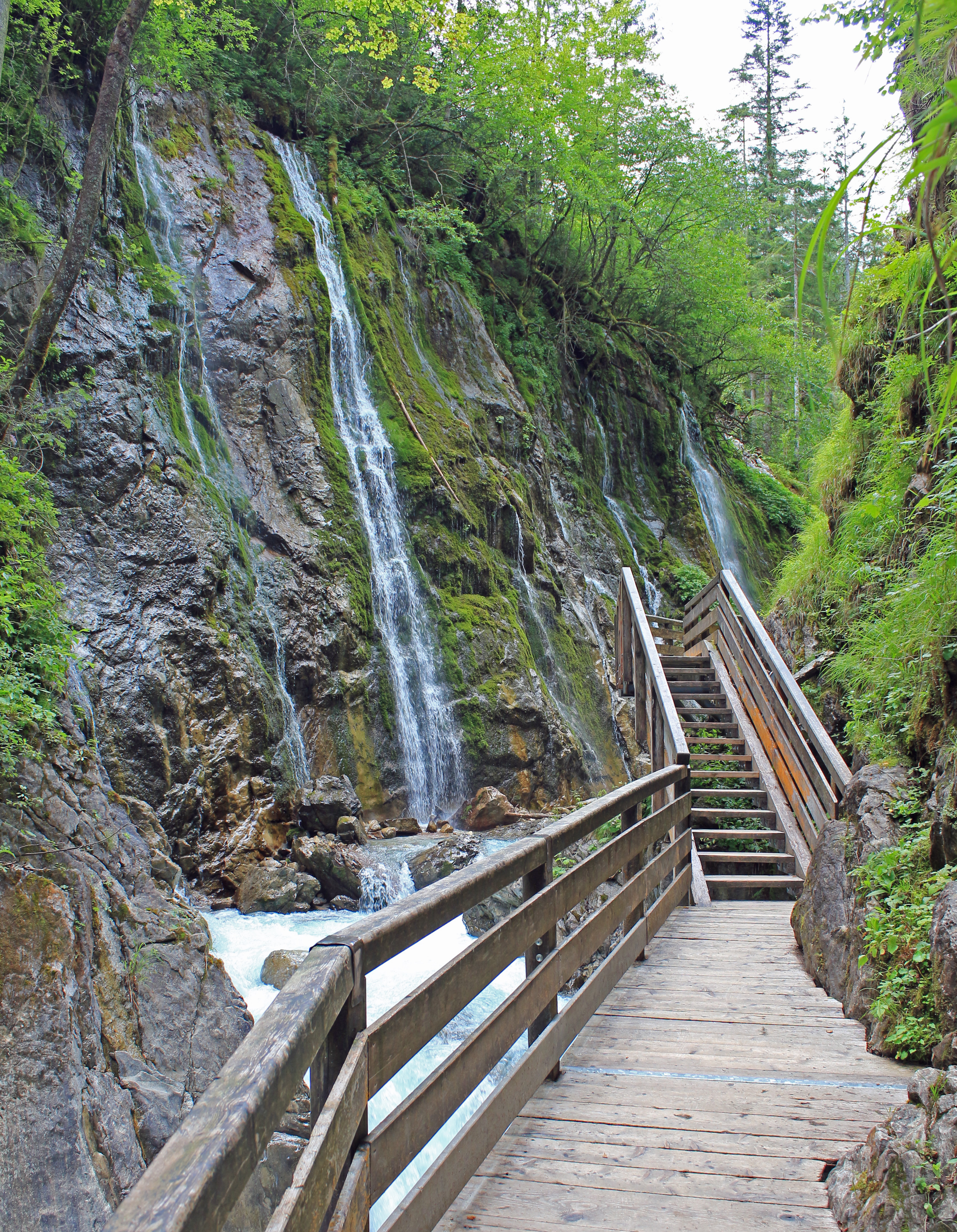
Weg durch die Wimbachklamm

Die Wimbachklamm ist eine als Geotop ausgewiesene Klamm am Ausgang des Wimbachtales in Ramsau bei Berchtesgaden in Bayern. Die vom Wimbach eingeschnittene begehbare Klamm befindet sich im Nationalpark Berchtesgaden.

## Geologie
Das dominierende Gestein der Klamm ist der Dachsteinkalk, welcher in der Oberen Trias abgelagert wurde. Zahlreiche Versteinerungen in den Wänden der Klamm zeugen davon, dass hier einst ein Meer bestanden haben muss. Bei einer Wanderung durch die Klamm bis hin zum Wimbachschloss kann man einen Zeitraum von ca. 50 Millionen Jahren passieren. Die hier auftretenden Gesteine sind Flaserkalke, Rotkalke, Radiolarite und Hornstein führende Kalke des Juras.
Die vom Wildbach Wimbach eingeschnittene Klamm ist als Geotop erfasst.

## Holztrift
Der erste Steg durch die Wimbachklamm wurde unter dem Salinenforstmeister Reverdys von Ramsauer Holzknechten zur Holztrift für die Saline in Berchtesgaden angelegt. 1843 wurde die Trift im Bereich der Klamm eingestellt.

## Tourismus
Nach Einstellung der Holztrift können seit 1847 Touristen auf einem Weg mit Brücken und Holzstegen die Klamm besichtigen bzw. sie auf weitergehenden Wanderungen als sehenswerte Etappe mitnutzen.
Die Klamm ist etwa von Mai bis Oktober geöffnet und gebührenpflichtig. Der Zutritt zur Klamm ist nur von unten möglich. Der Ticketautomat befindet sich am Wimbachlehen, dem letzten Anwesen vor der Klamm. Sie ist am bequemsten vom Ramsauer Ortsteil Wimbachbrücke, wo sich Parkplatz und Bushaltestelle befinden, zu erreichen. Vom oberen Ende der Klamm kann der Besucher auf einem parallelen Weg in Richtung Wimbachbrücke zurückkehren oder aber weiter ins Wimbachtal wandern. Taleinwärts findet sich das Wimbachschloss, heute eine Berggaststätte und etwa zwei Wanderstunden weiter die Wimbachgrieshütte.

## Bilder

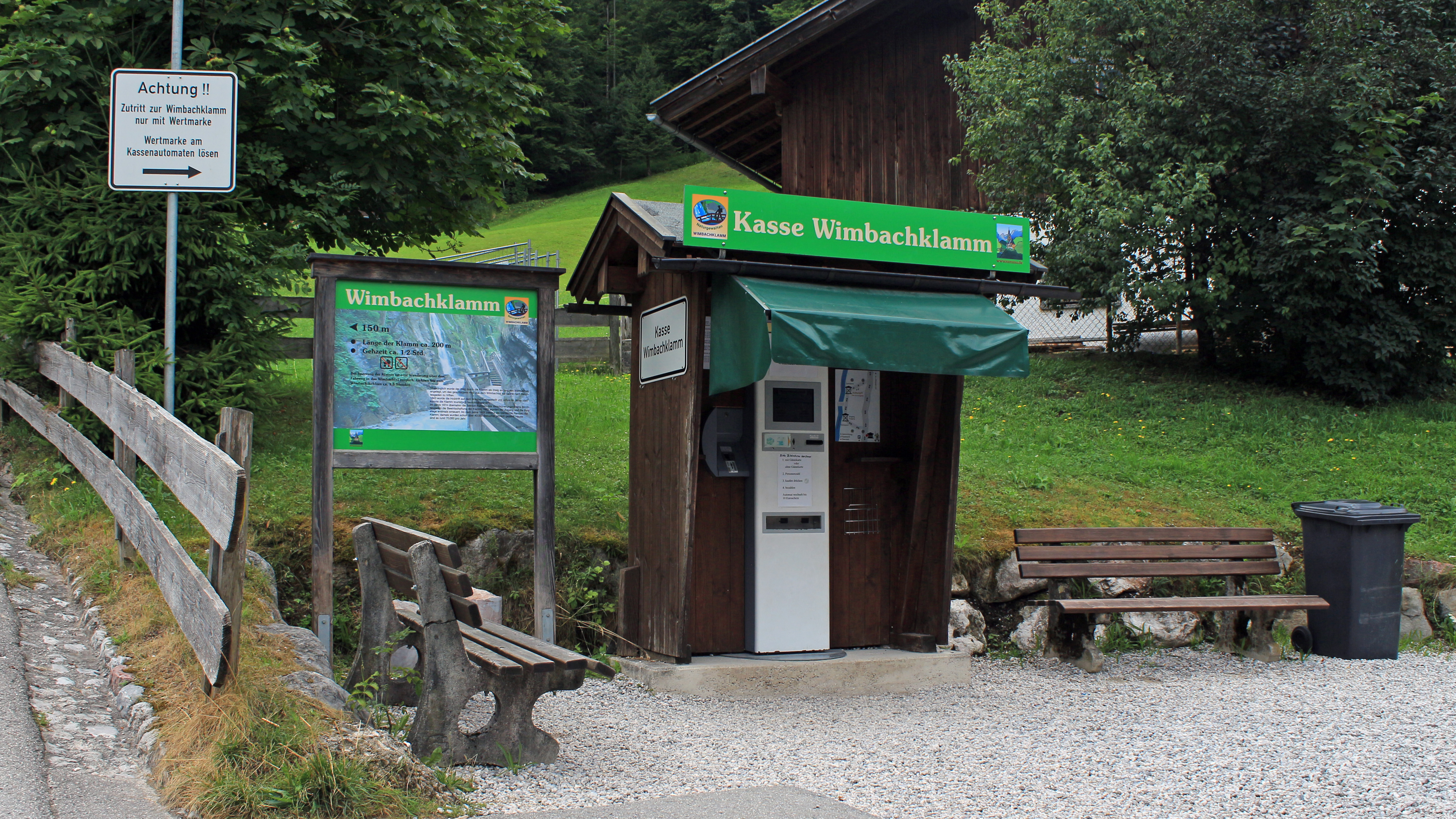
Kasse Wimbachklamm
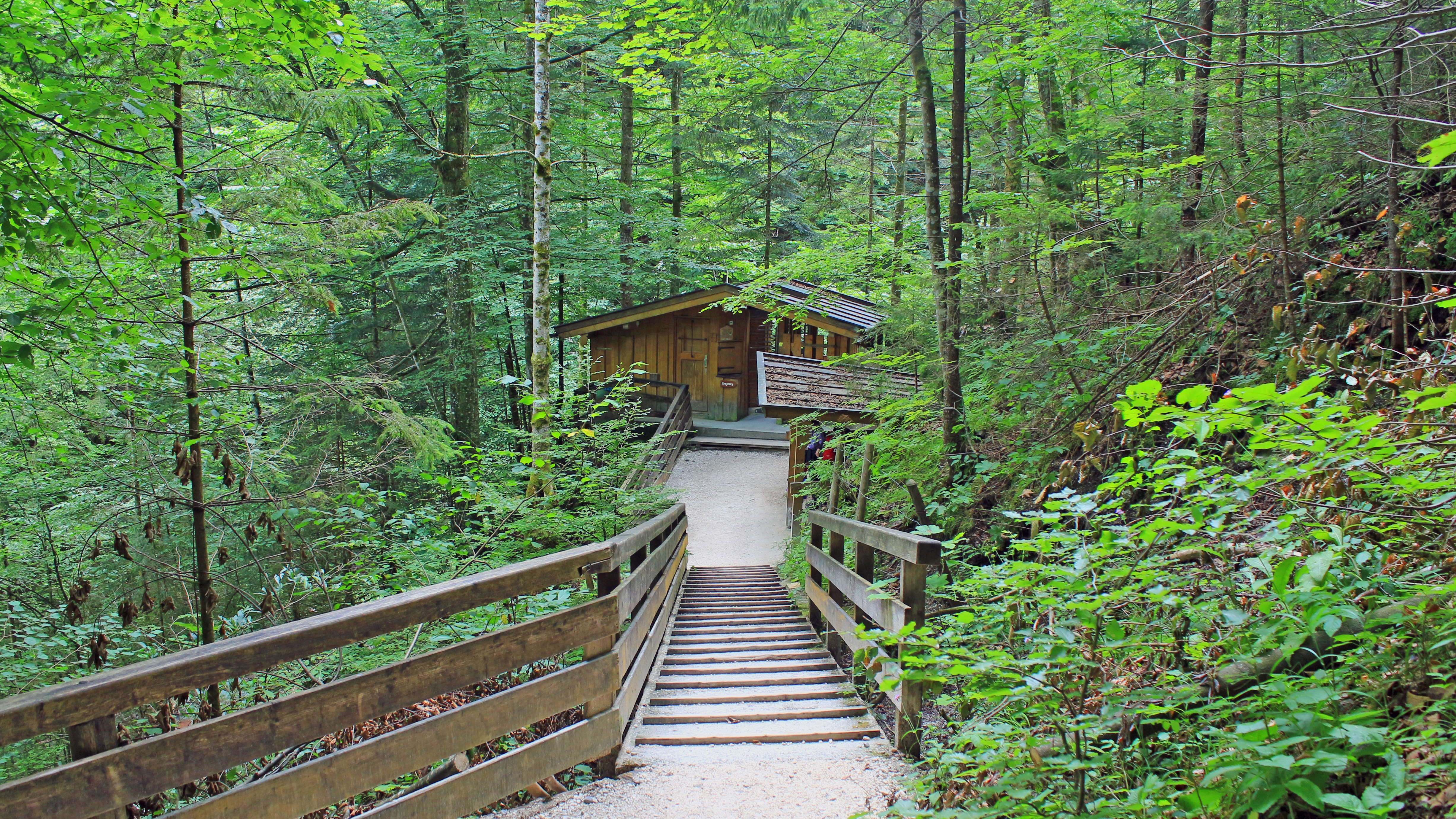
Der Eingang
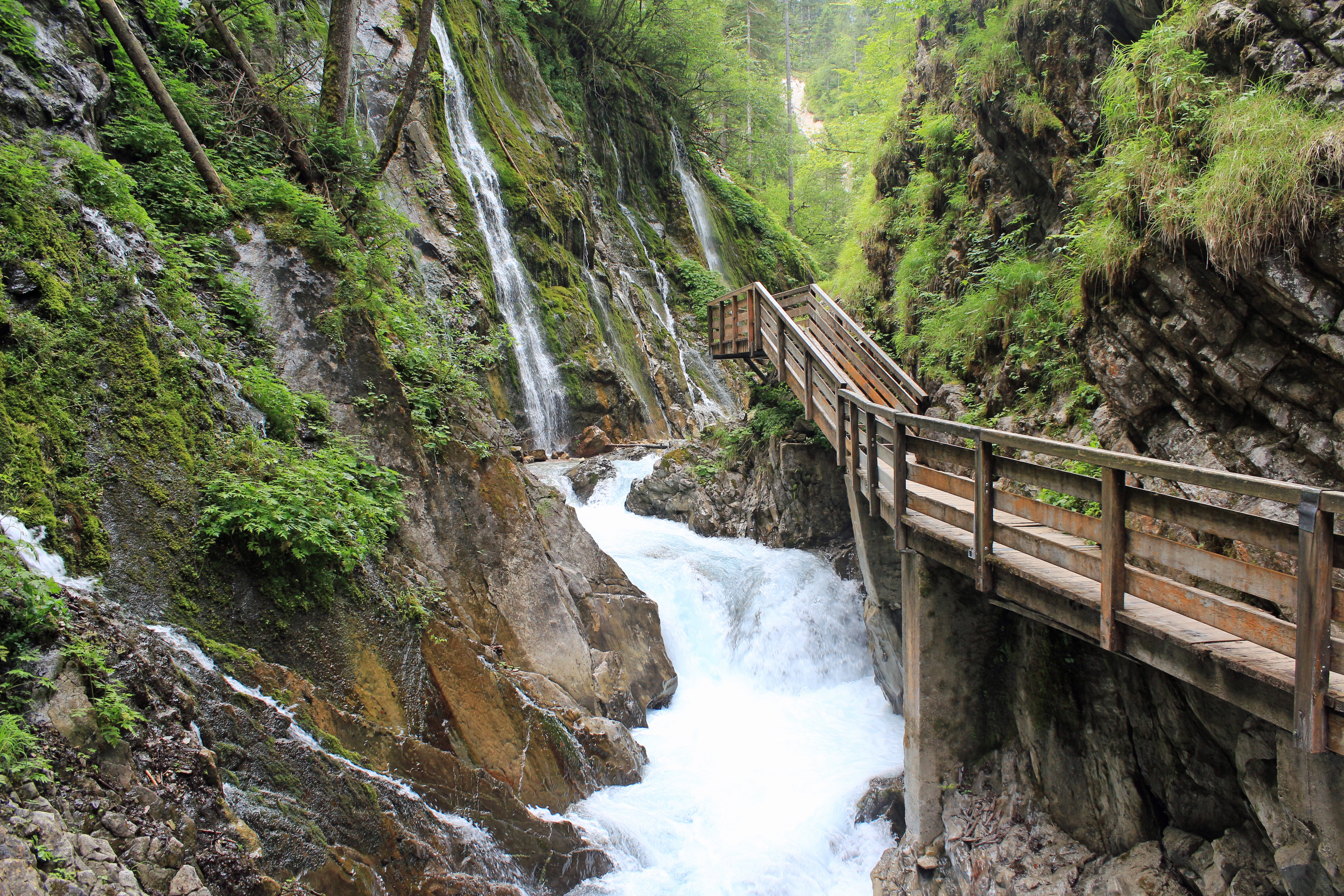
In der Klamm
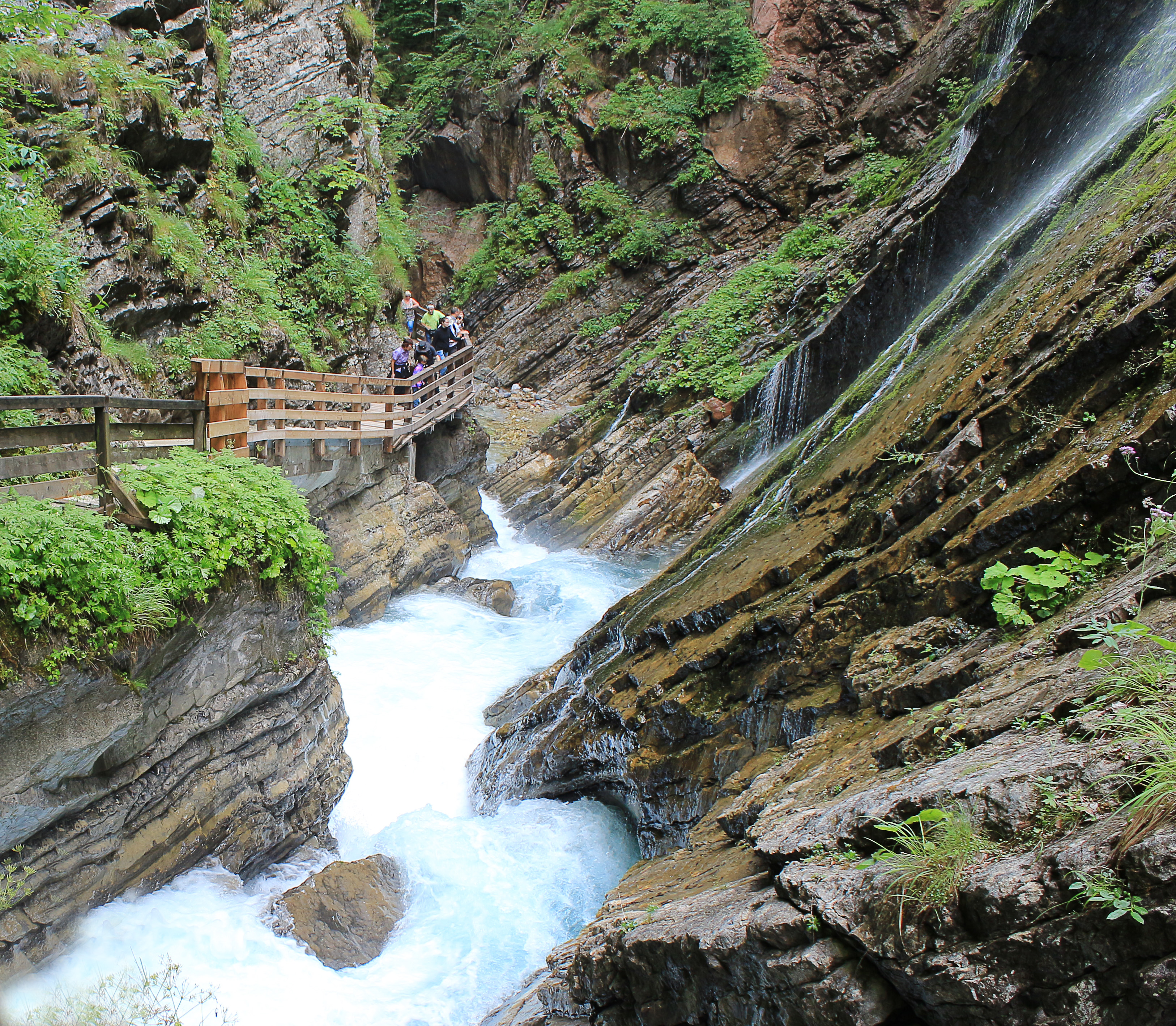
Blick zurück
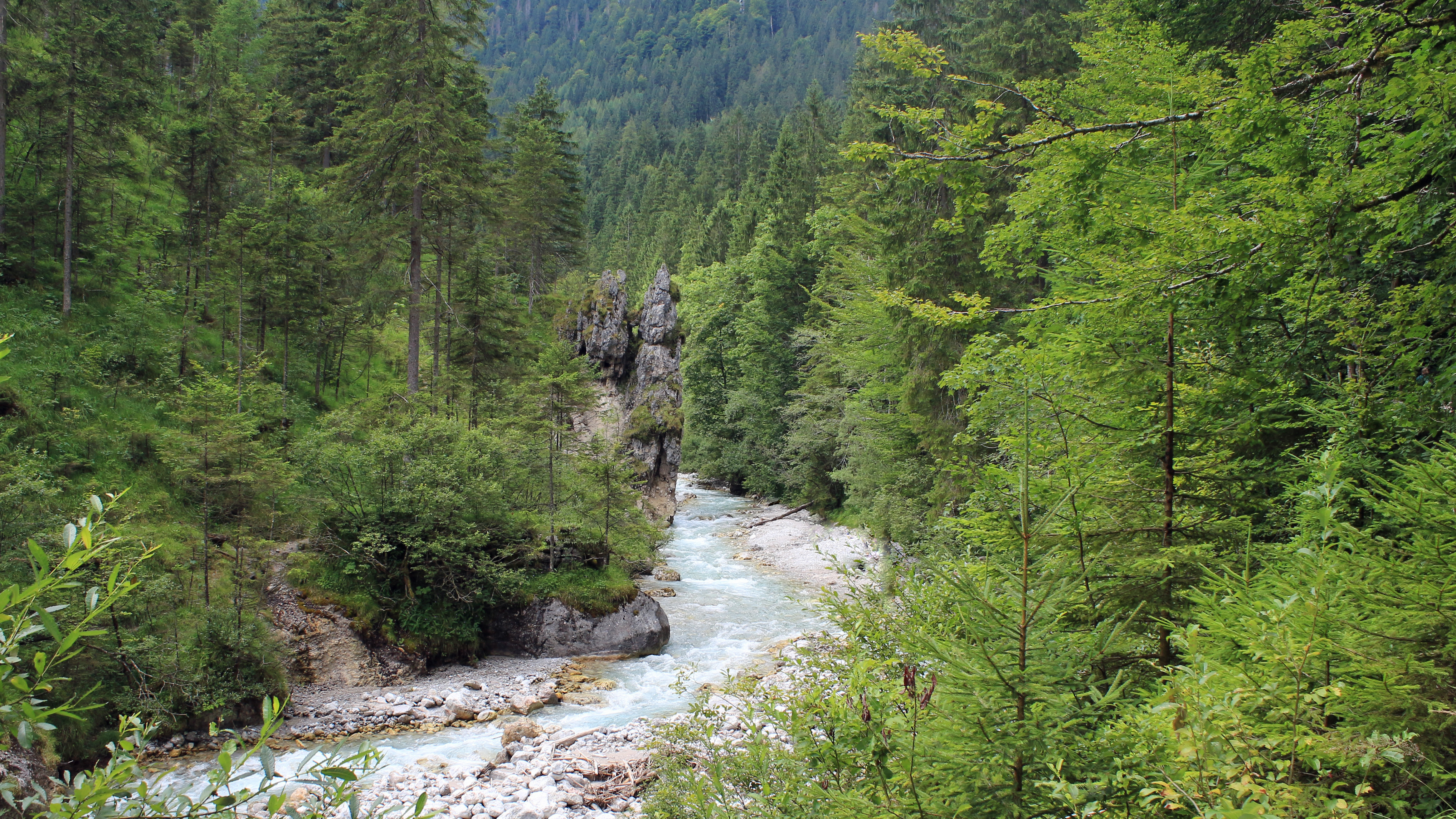
Blick ins Wimbachtal